# Canale 48
Canale 48 è stata una rete televisiva italiana a carattere regionale.

## Storia

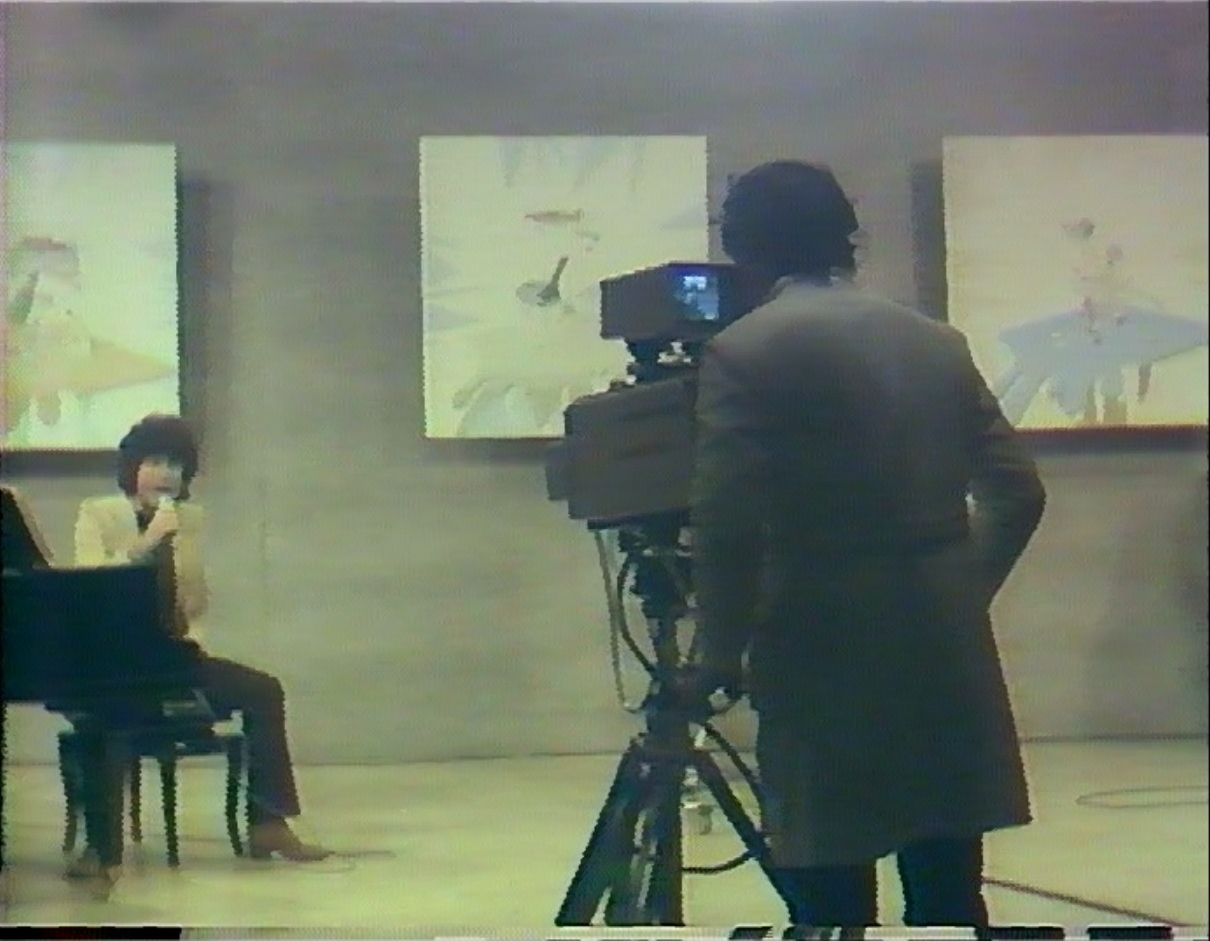
Studio TV di Calenzano registrazione Qui Firenze liscio con ghiaccio con Don Backy

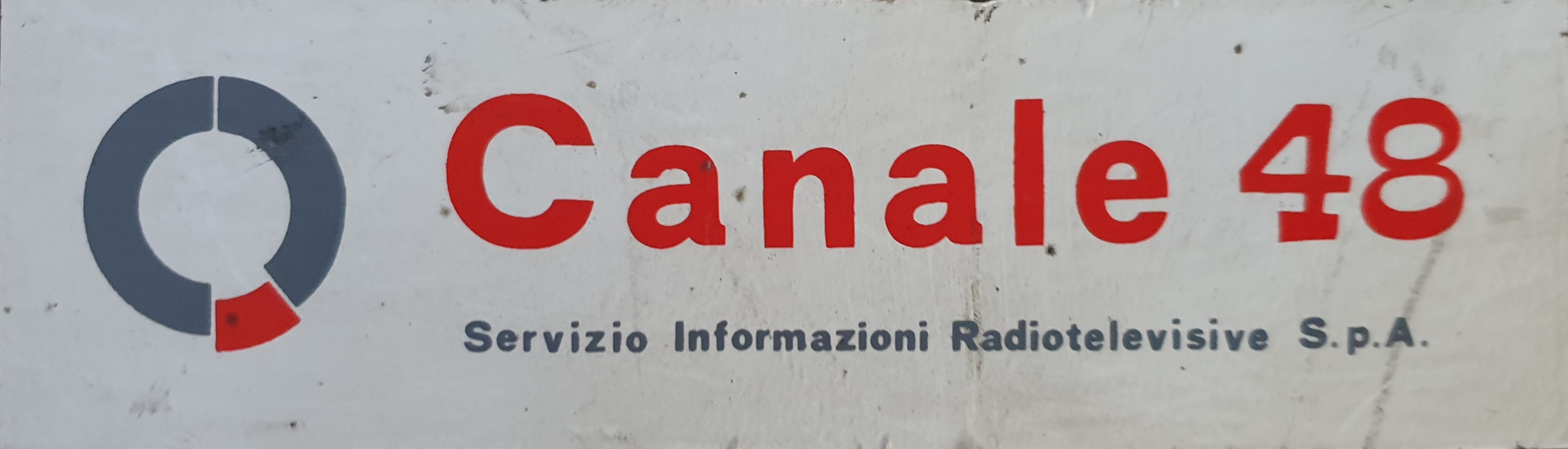
Stikers Canale 48 Anno 1980

Canale 48 fu una delle più note televisioni locali fiorentine, attiva dal febbraio 1976 al gennaio 1982.
Fu fondata da Mauro Montagni, uno dei pionieri della televisione privata in Italia, che già nel 1974 aveva creato una tv locale, Firenze Libera, che si era subito distinta per la programmazione di uno spogliarello di mezzanotte e che era stata chiusa in breve tempo (la celebre sentenza della Corte Costituzionale che dichiarava illegale il monopolio RAI doveva ancora arrivare).
Montagni non si arrese e nel febbraio 1976 fondava Canale 48, una nuova TV che ebbe come prima sede un appartamento in via Valdimarina a Novoli di proprietà di Roberto Orioli, poi in Piazza Indipendenza 21. Successivamente si trasferì in Via Leonardo da Vinci 10 a Firenze e, da ultimo, in Via Dino Ciolli a Calenzano. Il segnale televisivo copriva gran parte della Toscana e la provincia di Perugia. Il direttore della TV era un frate, padre Ugolino Vagnuzzi, che partecipava spesso in prima persona ai vari programmi dell'emittente, fatto che contribuì, nella Toscana dell'epoca, a qualificare la stessa come "clericale" o "il canale dei preti", dicerie abbastanza discutibili in quanto alle ore tarde della programmazione non mancavano gli spogliarelli e i filmetti spinti. Si venne così a creare una simpatica dicotomia con Tele Libera Firenze, di Mauro Ballini, un'altrettanto prestigiosa televisione locale fiorentina che aveva sede in Via Pier Fortunato Calvi, definita come "il canale delle donne gnude" per la sua programmazione ardita per l'epoca.
Canale 48 cercò di proporre una programmazione di qualità, sulla falsariga della concorrente Tele Libera Firenze: in essa erano presenti telegiornali, programmi di attualità politica e sindacale, trasmissioni culturali e musicali, cartoni animati, telefilm ed alcuni spazi religiosi a cura del direttore.
L'emittente cercò anche di valorizzare e diffondere il vecchio folklore fiorentino, ideando e trasmettendo programmi in cui comparivano i big del settore come il giornalista e conduttore Gianfranco D'Onofrio, il cantante Narciso Parigi, l'attrice Wanda Pasquini, il cantante e raccontatore di barzellette Luciano Ciaranfi e il duo comico Ughino Benci e Monti.

## Programmi
Tre le trasmissioni più note di Canale 48 ricordiamo:
- "Il gioco dei talenti", un programma per ragazzi condotto da Padre Ugolino Vagnuzzi.
- "Chi sono, cosa fanno", un programma di interviste ad esponenti nel panorama politico sociale italiano condotta da padre Ugolino Vagnuzzi.
- "Salpa la nave" programma di giochi per ragazzi
- "Canale 48 con voi ..."  programma di musica classica di Adrian Dieterle (1980)
- "Indian sheriff boy" programma a quiz per ragazzi di Aldo Rami con Gabriella Modesti. 1978
- "Qui Firenze liscio con ghiaccio!", varietà musicale con ospiti fissi condotto da Narciso Parigi.
- "Cari ricordi", varietà musicale con ospiti fissi condotto da Narciso Parigi. 1977
- "Amici miei" varietà musicale di Narciso Parigi. In onda il Giovedi alle ore 23:00 (1979)
- Il Bottegone varietà musicale con ospiti fissi condotto da Narciso Parigi 1980
- "Porta aperta in un salotto italiano" di Mario Salinelli 1977-78 interviste a personaggi di spicco del panorama politico-sociale italiano
- "Riflettiamo insieme" Rubrica religiosa di padre Ettore Alterio
- "Botta e risposta" di Silvio Gigli
- Il mondo dei ragazzi. Programma per i giovani. In onda dal Lunedì al Sabato alle ore 18:30 (1979)
- "Guardando il cielo" A cura di M. Pagni
- "Il Chiosco in edicola" Di  Pierfrancesco Listri 1978
- "Pianobar dal Grand Hotel Villa Medici" con il Maestro Vannini
- Questa nostra agricoltura. In onda la Domenica alle ore 13:00.
- La borsa oggi. In collaborazione con la Cassa di Risparmio di Firenze. in onda dal Lunedì al Venerdì alle 18:20 (1979)
- Tuttotoscana. Redazionale. In onda il Lunedì alle 19:30 (1979)
- Pazza piazza. Gioco estate a 10 campanili di G. D'Onofrio, In onda il Martedì alle 21:30 (1979)
- "Gli ambasciatori" di Mario Salinelli (1979)
- "I' grillo canterino", forse il maggior successo dell'emittente. Era uno show condotto da Gianfranco D'Onofrio dallo storico Teatro L'Amicizia di Firenze, un tempio della commedia vernacolare fiorentina. Padrona di casa era Wanda Pasquini, la regina del genere, che si esibiva in personaggi diventati popolarissimi come "la sora Alvara". In seguito, la fortunata trasmissione abbandonò la locazione teatrale e, ribattezzata "Pazza Piazza", gioco estate a dieci campanili, cambiando totalmente genere sulla falsariga di Giochi senza frontiere, per questo veniva registrata in varie piazze delle città toscane.

"Bowling" di Andrea Barbacci e Franco Boldrini la prima "Corrida" in TV, trasmissioni in diretta condotte da Jean Paul & Angelique;
"Confusion" di Franco Boldrini e Andrea Barbacci, in diretta condotta da Santino Scarpa detto Gulliver, trasmissione a quiz che regalava buoni benzina.
Il buon successo di queste trasmissioni impedì a Canale 48 di reggere la concorrenza dei nascenti network nazionali: già nel 1980 l'emittente iniziò a trasmettere programmi di altre emittenti come "I sogni nel cassetto", il quiz di Mike Bongiorno che andava in onda su Telemilano 58 (divenuta in seguito Canale 5) mentre sparivano quasi tutti i programmi autoprodotti e il palinsesto si inaridiva, riducendosi quasi totalmente a contenere cartoni animati, telefilm, film e trasmissioni in differita di partite di calcio di squadre toscane.
Canale 48 fu in seguito ceduta all'editore Rusconi, che la incorporò nel suo network Italia 1 nel gennaio 1982.